# Nuncjatura Apostolska w Serbii
Nuncjatura Apostolska w Serbii – misja dyplomatyczna Stolicy Apostolskiej w Serbii. Siedziba nuncjusza apostolskiego mieści się w Belgradzie. Obecnym nuncjuszem jest Włoch abp Luciano Suriani. Pełni on swą funkcję od 7 grudnia 2015.

## Historia
W 1920 papież Benedykt XV powołał Nuncjaturę Apostolską w Królestwie Serbów, Chorwatów i Słoweńców. W 1929 po zmianie nazwy państwa zmianie uległa równie nazwa misji na Nuncjatura Apostolska w Jugosławii.
Po nastaniu w Jugosławii rządów komunistów działanie Kościoła katolickiego w tym kraju było utrudnione. Od 1946 urząd nuncjusza wakował, a w 1950 nuncjatura została zlikwidowana.
Po normalizacji stosunków pomiędzy Stolicą Świętą a Jugosławią w 1966 papież Paweł VI ustanowił delegaturę apostolską a 22 sierpnia 1970 nuncjaturę apostolską w tym kraju.
W 2003 nastąpiła zmiana nazwy na Nuncjatura Apostolska w Serbii i Czarnogórze, a 19 czerwca 2006, po uzyskaniu przez Czarnogórę niepodległości, na Nuncjatura Apostolska w Serbii.
10 lutego 2011 z jurysdykcji nuncjusza wyłączono Kosowo, gdzie powstała osobna delegatura apostolska.

## Szefowie misji dyplomatycznej Stolicy Apostolskiej

### Nuncjusze apostolscy
- abp Ermenegildo Pellegrinetti (1922 - 1937) Włoch
- abp Ettore Felici (1938 - 1946) Włoch

### Delegat apostolski
- abp Mario Cagna (1966 - 1970) Włoch

### Pronuncjusze apostolscy
- abp Mario Cagna (1970 - 1976) Włoch
- abp Michele Cecchini (1976 - 1984) Włoch
- abp Francesco Colasuonno (1985 - 1986) Włoch
- abp Gabriel Montalvo Higuera (1986 - 1996) Kolumbijczyk; w latach 1993 - 1994 akredytowany również na Białorusi; od 1993 także rektor Papieskiej Akademii Kościelnej

### Nuncjusze apostolscy
- abp Santos Abril y Castelló (1996 - 2000) Hiszpan
- abp Eugenio Sbarbaro (2000 - 2009) Włoch
- abp Orlando Antonini (2009 - 2015) Włoch
- abp Luciano Suriani (2015 - 2022) Włoch
- abp Santo Gangemi (od 2022) Włoch